# Tijana Matić
Tijana Matić (serbisch-kyrillisch Тијана Матић, * 22. Februar 1996 in Pančevo, BR Jugoslawien) ist eine serbische Fußballspielerin.

## Karriere

### Vereine
Matić kam im Alter von 19 Jahren das erste Mal im Seniorinnenbereich zu Punktspielen. Für den in Subotica ansässigen FK Spartak Subotica spielte sie von 2015 bis 2021 durchgängig in der Superliga Srbije u fudbalu za žene, der seinerzeit höchsten Spielklasse im serbischen Frauenfußball, und gewann sechsmal den Meistertitel.
Nach Russland gelangt, spielte sie von 2021 bis 2022 für den in Rjasan im gleichnamigen Oblast ansässigen Ryazan VDV in der Russian Supreme Division (Oberste russische Division), der höchsten Spielklasse, um die Meisterschaft. Ihr Debüt erfolgte am 20. März 2021 (2. Spieltag) bei der 0:1-Niederlage im Auswärtsspiel gegen die Frauenfußballmannschaft des FK Krasnodar. Fünf weitere Punktspiele in ihrer Premierenspielzeit folgten. In der Folgespielzeit 2022 wurde sie bereits 14 Mal in der regulären Spielzeit und fünf Mal in der Relegationsrunde eingesetzt. Ihre ersten beiden Tore erzielte sie in ihren ersten beiden Spielen an den Spieltagen 2 und 3 (2:4 gegen Swesda 2005 Perm am 19. März 2022 und 1:1 gegen Rubin Kasan am 25. März 2022).
In den Spielzeiten 2023 und 2024 war sie in der Hauptstadt für die Frauenfußballmannschaft des FK Dynamo Moskau in insgesamt 44 Punktspielen aktiv, in denen ihr ein Tor gelang; am zweiten Spieltag der Meisterrunde erzielte sie am 4. November 2023 bei der 1:3-Niederlage gegen Swesda 2005 Perm das Anschlusstor zum 1:2 in der 60. Minute. Seit der Spielzeit 2025 ist sie für den in Samara ansässigen Krylja Sowetow Samara aktiv.

### Nationalmannschaft
Matić bestritt für die U17-Nationalmannschaft vier Länderspiele, in denen sie ein Tor erzielte. Sie debütierte am 12. April 2012 in Las Rozas de Madrid bei der 0:4-Niederlage gegen die U17-Nationalmannschaft Deutschlands im zweiten Spiel der Gruppe D in der Qualifikations-Eliterunde für die vom 26. bis 29. Juni 2012 in Nyon (Schweiz) vorgesehene und altersbezogene Europameisterschaft. Für die angestrebte Europameisterschaft 2013, ebenfalls in Nyon, kam sie für ihre Mannschaft zuvor in allen drei Spielen der Gruppe 5 der ersten Qualifikationsrunde zum Einsatz und erzielte im ersten Gruppenspiel am 29. September 2012 in Kukuš beim 3:2-Sieg über die U17-Nationalmannschaft Schottlands mit dem Siegtreffer in der 42. Minute ihr erstes Länderspieltor.
Für die U19-Nationalmannschaft kam sie vom 21. September 2013 bis zum 10. April 2014 und vom 13. September 2014 bis zum 9. April 2015 in jeweils sechs EM-Qualifikationsspielen (erste und Eliterunde) für die angestrebten Teilnahmen an den Europameisterschaften 2014 in Norwegen und 2015 in Israel zum Einsatz und erzielte insgesamt drei Tore; ihr erstes gelang ihr am 21. September 2013 im ersten Spiel der Gruppe 6 in der ersten Qualifikationsrunde beim 2:2-Unentschieden gegen die U19-Nationalmannschaft Maltas mit dem Treffer zum 2:0 in der 58. Minute.
In der A-Nationalmannschaft wurde sie von 2018 bis 2023 berücksichtigt. Sie kam u. a. im Turnier um den Istrien-Cup 2019 auf der kroatischen Halbinsel Istrien in beiden Spielen der Gruppe B (4:0 gegen Montenegro am 26. Februar, 2:0 gegen Bosnien-Herzegowina am 2. März) zum Einsatz und gehörte der Mannschaft an, die am 4. März das in Zagreb ausgetragene Finale gegen die Nationalmannschaft Sloweniens mit 0:2 verlor; sie wurde in der 62. Minute für Biljana Bradić eingewechselt.
Sie kam ferner in drei Spielen der WM-Qualifikationsgruppe 7 am 5. und 10. April sowie am 12. Juni zum Einsatz, wie auch am 6. und 9. November in zwei Vergleichen mit der Nationalmannschaft Russlands (0:1 in Lazarevac und 1:2 in Stara Pazova). Im Spieljahr 2019 bestritt sie – ebenfalls in Stara Pazova – das mit 1:1 unentschieden beendete Freundschaftsspiel gegen die Schweizer Nationalmannschaft und das am 1. September in Taras mit 3:0 gewonnene erste Spiel der EM-Qualifikationsgruppe G gegen die Nationalmannschaft Kasachstans – mit dem Treffer zum Endstand in der 84. Minute erzielte sie ihr erstes A-Länderspieltor.
Im Spieljahr 2020 wurde sie abschließend im sechsten und siebten Spiel der EM-Qualifikationsgruppe G, in ihren einzigen beiden Länderspielen 2020, eingesetzt. Sowohl im Spieljahr 2021 als auch im Spieljahr 2023 wurde sie in jeweils drei in Freundschaft ausgetragenen Länderspielen eingesetzt (1:1 gegen Ukraine, 2:0 gegen Russland am 20. und 23. Februar, 0:4 gegen Ungarn am 10. Juni 2021 sowie 0:0 gegen Slowakei am 21. Februar, 6:0 gegen Bosnien-Herzegowina und 3:2 gegen Südafrika am 7. und 10. April 2023).

## Erfolge
Nationalmannschaft
- Istrien-Cup-Finalistin: 2019

FK Spartak Subotica
- Serbische Meisterin: 2016, 2017, 2018, 2019, 2020, 2021